# Let It Be (노래)
〈Let It Be〉는 영국의 록 밴드 비틀즈의 노래로 1970년 3월 6일 《Let It Be》의 타이틀 트랙으로써 싱글로 발매되었다. 그 당시, 〈Let It Be〉는 6위로 차트를 시작하면서 빌보드 핫 100에서 가장 높은 데뷔를 했다. 그 곡은 폴 매카트니가 쓰고 부른 것이다. 매카트니가 탈퇴를 발표하기 전의 마지막 싱글이다. 《Let It Be》 음반과 미국 싱글 〈The Long and Winding Road〉는 매카트니가 탈퇴를 발표하고 그룹 해체를 선언한 뒤에 발매되었다. 음반 《Let It Be》에는 기타 솔로 곡이 추가로 수록되어 있으며 오케스트라 부분에서는 약간의 차이가 있다.
1987년, 자선 단체 슈퍼 그룹 페리 에이드가 〈Let It Be〉를 녹음했다(매카트니도 포함). 노래는 영국 싱글 차트에서 3주 동안 1위에 올랐고 다른 많은 유럽 국가들에서 톱 10에 올랐다. 폴 매카트니의 가사는 비틀즈의 〈Let It Be〉 세션의 원본을 사용했다.

## 참여 인원
비틀즈
- 폴 매카트니 – 리드와 백 보컬, 피아노, 마라카스, 일렉트릭 피아노, 베이스(최종 테이크)[2][3]
- 존 레논 – 6현 베이스(초기 및 영화 테이크), 백 보컬
- 조지 해리슨 – 리드 기타, 백 보컬
- 링고 스타 – 드럼

참여한 음악가
- 빌리 프레스턴 – 해먼드 오르간
- 린다 매카트니 – 백 보컬[4][3]
- 세션 음악가 – 오케스트라

존 윈의 "That Old Magic Feeling", 마크 루이슨의 "The Complete Beatles Chronicle" 그리고 스티브 설리번의 "Encyclopedia of Great Popular Song Recordings, Volume 1"

## 커버 버전
〈Let It Be〉은 다양한 예술가들에 의해 여러번 다뤄지고 있다.
- 1969: 조 코커는 《Joe Cocker!》라는 음반을 위한 세션에서 그 트랙을 녹음했지만, 그 곡은 CD가 나올 때까지 공개되지 않았다.
- 1971: 존 덴버는 그의 음반 《Poems, Prayers & Promises》의 두 번째 곡으로 〈Let It Be〉을 포함했다.

## 싱글 차트
- 영국 차트: 2위
- 미국 빌보드 핫 100: 2주 연속 1위
- 미국 컨템포러리: 4주 연속 1위